# جون كوينسي (كاتب طبي)
جون كوينسي (توفي عام 1722) هو طبيبٌ إنجليزيٌ معروفٌ بكونه كاتبًا طبيًا.

## حياته
تم تدريبه في صيدلية، وبعد ذلك مارس الطب في لندن. كان منشقًا ويمينياً، وصديقًا للدكتور ريتشارد ميد، وعدوًا للدكتور جون وودوارد. درس الرياضيات وفلسفة إسحاق نيوتن. توفي عام 1722.

## أعماله
كان يعرف القليل من الطب السريري، وكان ماهرًا فقط في ترتيب الأدوية في الوصفات الطبية. اعتبر الدودة الألفية المجففة جيدة للغدد الليمفاوية الدرنية، لكنه فكر في اللمسة الملكية لداء السكروز الخرافي. حصل على درجة الدكتوراه من جامعة إدنبرة عن «الطب البريطاني» (1712)، وهي ترجمة لـ «أبهيات» سانكتوريوس، والتي ظهرت طبعة ثانية منها في 1720. كان جوزيف كوليت، حاكم فورت سانت جورج، أحد رعاه، وقام كوينسي في عام 1713 بطبع قصيدة ثناء عن صديقهما المشترك، القس جوزيف ستينيت [الإنجليزية].
نشر في عام 1717 «معجم الفيزياء الطبية»، مخصص لجون مونتاجو، دوك مونتاجو الثاني، الذي كان قد تم قبوله زميل في الكلية الملكية للأطباء في لندن. وهو مبني على المعجم الطبي لبارتولوميو كاستيلي من ميسينا (توفي 1607)، الذي نشر في بازل في 1628، ومر بإحدى عشرة طبعة، منها طبعتان أخيرتان ظهرت على التوالي في 1794 و 1811 (منقحة بشكل كبير). يحتوي كتابه «الدواء الإنجليزي» (1721)، الذي ظهرت طبعته الرابعة في عام 1722 والثانية عشرة في عام 1749، على وصف كامل للمواد الطبية والعلاجات، وكانت العديد من الوصفات الطبية الواردة فيه شائعة.
في عام 1719 نشر "فحصًا" بذيئًا لـ "حالة الفيزياء والأمراض" لجون وودوارد. يتحدث الرد، بعنوان "حساب فحص الدكتور كوينسي، من قبل NN of the Middle Temple، عنه على أنه صيدلية مفلسة، وهي تهمة لم يرد عليها في الطبعة الثانية من "الامتحان" المنشور، مع "رسالة أخرى إلى الدكتور وودوارد" في عام 1720. في نفس العام نشر طبعة من Loimologia of Nathaniel Hodges، ومجموعة من "المقالات الطبية الفيزيائية" عن الحمى، والحمى، والنقرس، والجذام، وشر الملك، وأمراض أخرى. في عام 1723 تم نشر محاضراته "Prælectiones Pharmaceuticæ" التي ألقيت في منزله مع مقدمة من قبل الدكتور بيتر شو.
- دستور الأدوية officinalis et extemporanea: أو مستوصف اللغة الإنجليزية المكتمل في أربعة أجزاء. بيل، لندن الثانية. ed. تم تحسين الإصدار الرقمي 1719 بشكل كبير من قبل جامعة ومكتبة الدولة في دوسلدورف.